# Rec 2
Rec 2 è un film del 2009 diretto da Jaume Balagueró e Paco Plaza.
Si tratta del seguito dell'horror spagnolo Rec, diretto dagli stessi registi, distribuito nel 2007.

## Trama
Una squadra G.E.O. (l'unità d'élite della polizia spagnola), formata dal capitano Fernández, Larra, Martos e Rosso, viene chiamata a raccolta per intervenire ed entrare, assieme al dottor Owen, funzionario del Ministero della Salute, nel palazzo di Barcellona posto scrupolosamente in quarantena in seguito alla propagazione di un pericolosissimo virus. Il gruppo una volta introdottosi nel palazzo raggiunge un laboratorio nell'attico e il dottor Owen comincia ad investigare sul virus.
Ad un certo punto si avvertono dei rumori e Martos viene mandato a controllare. Seguendo una musica (un canto popolare spagnolo) il soldato entra in una stanza dove trova un giradischi acceso e dopo averlo spento viene attaccato e morso da un'infetta. 
Il resto del gruppo non ricevendo più segnale va in soccorso di Martos il quale, ormai infetto, li attacca. Owen allora estrae un crocifisso ed inizia a pregare immobilizzando Martos che viene chiuso in una stanza sulla cui porta viene appeso un rosario.
Il gruppo capendo che la situazione non quadra interroga Owen, il quale spiega che ciò che stanno affrontando non è un semplice virus ma una possessione demoniaca e rivela anche di essere un prete che sta conducendo un'operazione segreta per conto del Vaticano. 
Il suo reale obiettivo è quello di prendere il sangue di Tristana Medeiros (la posseduta che appare alla fine del primo film), dalla quale è partita l'infezione, in modo da sviluppare un vaccino. 
Padre Albelda (un prete a cui era stata affidata inizialmente la missione di trovare un vaccino) teneva la ragazza chiusa nell'attico, quindi il gruppo ritorna ad investigare all'ultimo piano del palazzo. 
Durante la ricerca si imbattono in bambini posseduti, cavie da laboratorio usate dal prete per i suoi esperimenti.
Dopo aver trovato il cadavere di Albelda, Larra entra in un condotto dove trova un frigorifero con all'interno una provetta contenente il sangue della Medeiros.
Padre Owen, per essere sicuro che si tratta proprio del sangue di Tristana Medeiros, decide di eseguire un rituale e quando mette il sangue a contatto con un crocifisso, il fluido reagisce prendendo fuoco, l'esperimento dà la conferma che il sangue è di Tristana  ma il fuoco si propaga fino alla provetta in mano a Fernández che, d'istinto, la lascia cadere.
Senza più il sangue il gruppo vorrebbe lasciare l'edificio ma padre Owen non considera terminata la missione ed è determinato a trovare Tristana Medeiros per prelevare il sangue direttamente da lei.
Usciti dall'attico i soldati si trovano davanti il padre di Jennifer (la bambina del primo film), che aveva chiesto di poter portare le medicine a sua figlia, lo scambiano per un infetto e lo uccidono. Mentre l'uomo precipita nella tromba delle scale il gruppo nota che ci sono dei ragazzi nel palazzo.
Vedendo che uno di loro ha una telecamera, Owen ordina ai militari di prenderli perché, essendo un'operazione segreta, nessuno eccetto loro può riprendere quello che sta accadendo.
Mentre i soldati cercano i ragazzi, vengono aggrediti dai posseduti che costringono Fernández, Owen e Rosso a chiudersi in un appartamento, mentre Larra resta da solo e rimasto con poche munizioni si uccide con un colpo di pistola. 
Fernández è intenzionato ad andarsene ma solo Owen può dare l'ordine di evacuazione, tramite il riconoscimento vocale della radio che porta al collo, e il prete non è intenzionato a dare l'ordine finché la missione non sarà completata.
Ad un certo punto arriva Jennifer posseduta e Owen decide di mettersi in contatto con il demonio utilizzando il crocifisso, ma dopo il rifiuto di quest'ultimo di parlare Fernández uccide la bambina. 
Attraverso una registrazione fatta da una telecamera diversa, si scopre che i ragazzi introdottisi nell'edificio sono un trio di adolescenti (Mire, Tito e Ori) che facevano riprese per gioco da un terrazzo e incuriositi da quello che succedeva erano riusciti a entrare attraverso i condotti fognari. Una volta dentro i ragazzi si erano uniti a un pompiere e al padre di Jennifer, quando si erano accorti di essere in pericolo avevano provato a tornare indietro ma avevano trovato il tombino sigillato dalla polizia. I ragazzi, accompagnati dal padre di Jennifer nel suo appartamento, si erano imbattuti in sua moglie Mari, che li aveva aggrediti, infettando il marito prima di essere uccisa.
Dopo che i militari hanno sparato al padre di Jennifer, i ragazzi e il pompiere seguendo una voce femminile  aprono la porta della stanza dove era stato chiuso Martos, che li aggredisce. Nella concitazione Mire spara per sbaglio al pompiere uccidendolo e poi riesce a uccidere Martos. 
Padre Owen, Fernández e Rosso entrano nell'appartamento cercando di capire cosa sia successo. Il giovane Tito, infettato dopo essere stato morso da Martos, viene immobilizzato e interrogato dal sacerdote per sapere dove si trova Tristana. A sorpresa appare Ángela, scioccata ma sana e salva che stringe a sé la telecamera di Pablo. Owen apprende, dalle risposte criptiche di un posseduto Tito, che Tristana si trova nell'attico, dove alcune aree sono accessibili nella totale oscurità e visibili solo grazie alla visione notturna.
Saliti nuovamente nell'attico grazie al visore notturno della telecamera di Pablo individuano Tristana che però li scopre e uccide Fernández. Ángela uccide Tristana sparandole alla testa con un fucile facendo disperare padre Owen che aveva bisogno di un campione del suo sangue da viva. I due iniziano a litigare e un'infuriata Ángela ordina al sacerdote di dare l'ordine per l'evacuazione e farli uscire, ma senza il sangue di Tristana che serve per l'antidoto ciò significherebbe far diffondere l'infezione all'esterno e padre Owen rifiuta. Àngela lo aggredisce, Rosso protesta e la minaccia, ma Ángela lo uccide sparandogli; la telecamera cade a terra e continua a registrare. Ángela, con risata diabolica, rende chiaro che ora è lei l'ospite del demone e uccide padre Owen sbattendogli la testa sul pavimento poi imitando alla perfezione la sua voce dà l'ordine per l'evacuazione sostenendo che lui è costretto a rimanere nel palazzo perché è infetto e che l'unica sopravvissuta è una donna. Quando l'operatrice domanda come sia possibile che ci sia un'unica sopravvissuta la telecamera rivela cosa era successo ad Àngela quando era stata catturata da Tristana. Dopo averla afferrata e trascinata via invece di ucciderla, Tristana aveva accostato la bocca alla bocca di Àngela e le aveva fatto ingoiare un organismo vermiforme nel quale è annidato il demone origine della malattia.

## Produzione
Le riprese si sono svolte dal 10 novembre al 24 dicembre 2008 in un palazzo della via Rambla de Catalunya al civico 34, presso cui è stato girato anche il primo film. Il budget di produzione fu di 5 milioni di euro.
La trama del film è stata concepita durante la promozione mondiale di Rec, nella speranza di fornire risposte a sottotrame e misteri irrisolti che erano spesso dibattuti dal pubblico. La storia inizia a poco tempo di distanza dal capitolo precedente.
Il direttore della fotografia Pablo Rosso interpreta Rosso, un soldato incaricato delle riprese video (mentre in Rec interpreta il cameraman Pablo, collega di Ángela). Qui le prospettive (diversamente dal primo film che sfruttava solo il punto di vista di Pablo) sono tre: le telecamere utilizzate dalla G.E.O., quella degli adolescenti e quella professionale dei protagonisti di Rec.

## Distribuzione
Il film è stato presentato fuori concorso, durante la proiezione di mezzanotte, alla 66ª Mostra internazionale d'arte cinematografica di Venezia il 2 settembre 2009. È stato distribuito in Spagna il 2 ottobre successivo, e in Italia il 5 gennaio 2010 da Mediafilm. Il doppiaggio italiano è stato effettuato presso lo Studio Asci di Milano, con la direzione e l'adattamento dei dialoghi a cura di Antonello Governale, come già successo con Rec.

## Accoglienza
Il film è stato accolto positivamente dalla critica cinematografica. Sull'aggregatore Rotten Tomatoes detiene un percentuale di gradimento dell 68% sulla base di 72 recensioni, con un voto ponderato di 6,21 su 10 e un consenso generale che ne apprezza il fatto di aver saputo conservare l'atmosfera agghiacciante di Rec, seppur in mancanza della sorprendente scossa del primo capitolo. Su Metacritic il punteggio ottenuto è di 52 su 100, corrispondente a «recensioni miste o medie», sulla base di 13 recensioni.
Anche questo secondo capitolo ha ottenuto un buon successo internazionale, pur senza ripetere gli incassi del film precedente. Al botteghino ha totalizzato 18 milioni di dollari.

## Riconoscimenti
- 2009 - Sitges - Festival internazionale del cinema della Catalogna[10]
  - Ben & Jerry’s Award a Jaume Balagueró e Paco Plaza
- 2010 - Fantasy Horror Award[11]
  - Miglior film horror
- 2010 - Premio Gaudí[12]
  - Miglior montaggio a David Gallart
  - Miglior trucco e acconciatura a Imma P. Sotillo e Lucía Salanueva
  - Migliori effetti speciali/visivi a David Ambit, Alex Villagrasa e Salvador Santana
  - Miglior sonoro a Xavier Mas, Oriol Tarragó e Marc Orts
- 2010 - Premio Goya[13]
  - Candidatura ai migliori effetti speciali a Salvador Santana e Alex Villagrasa

## Sequel
Nel 2012 è uscito Rec 3 - La genesi, diretto solo da Paco Plaza, in cui viene mostrata la propagazione del contagio e i cui eventi si svolgono parallelamente al primo capitolo.
Nel 2014 è infine uscito l'ultimo film della serie, Rec 4: Apocalypse, diretto solo da Jaume Balagueró, che mostra l'esito del contagio.